# Järfälla
Järfälla è un comune svedese di 66 054 abitanti, situato nella contea di Stoccolma. Il suo capoluogo è la città di Jakobsberg.